# Корнелія Гюттер
Корнелія (Конні) Гюттер (29 жовтня 1992 , Грац ) - австрійська гірськолижниця, що спеціалізується на швидкісних дисциплінах. Переможниця двох етапів Кубка світу. Учасниця Олімпійських ігор 2014 та 2018 років.

## Спортивна кар'єра
Перший успіх Корнелії Гюттер на юнацькому рівні - дві бронзові медалі у швидкісних дисциплінах на юніорському чемпіонаті світу 2011 року, що відбувся у швейцарській Кран-Монтані.
У грудні 2011 року австрійка дебютувала в Кубку світу на етапі в Канаді, де посіла 42-ге місце у швидкісному спуску, поступившись понад чотирма секундами переможниці Ліндсі Вонн. У сезоні 2011-2012 Гюттер не завжди потрапляла до складу збірної на Кубок світу, зате змогла зійти на перший п'єдестал пошани на континентальному кубку, ставши третьою на етапі у Бад-Кляйнкірхгаймі.
У грудні 2013 року, за півтора місяці до Олімпіади в Сочі, Гюттер посіла 3-тє місце у швидкісному спуску у Валь-д'Ізері, завдяки чому увійшла до розширеного складу олімпійської збірної. Вона змагалась лише у швидкісному спуску, де показала 24-ий результат.
2015 року пробилася до складу збірної Австрії на чемпіонат світу, де змагалася в обох швидкісних дисциплінах. У супергіганті вона зупинилася за крок від медалі (вона поступилася 0,11 сек Ліндсі Вонн, що посіла третє місце).
12 березня 2016 року Гюттер виграла свій перший у кар'єрі етап Кубка світу, випередивши всіх у супергіганті у швейцарському Ленцергайде. За підсумками сезону 2015-2016 посіла сьоме місце в загальному заліку Кубка світу, ставши найкращою серед австрійок.
17 грудня 2016 року посіла 2-ге місце у швидкісному спуску у Валь-д'Ізері, удесяте за кар'єру потрапивши до трійки найкращих на етапі Кубка світу. 1 грудня 2017 року перемогла у швидкісному спуску на етапі Кубка світу в Лейк-Луїзі.
На Олімпійських іграх 2018 року посіла 8-ме місце в супергіганті та 13-те - у швидкісному спуску.
У березні 2019 року на фінальному етапі Кубка світу зазнала травми, через яку пропустила рік. У березні 2020 року під час відновлювальних тренувань знову зазнала травми й пропустила ще рік. На траси Кубка світу повернулась наприкінці лютого 2021 року.

## Результати в Кубку світу
Усі результати наведено за даними Міжнародної федерації лижного спорту.

### Підсумкові місця в Кубку світу за роками
| Сезон |                 |        |                    |             |                  |                         |    |
| Вік   | Загальний залік | Слалом | Гігантський слалом | Супергігант | Швидкісний спуск | Гірськолижна комбінація |    |
| 2013  | 20              | 84     | —                  | —           | 42               | 34                      | —  |
| 2014  | 21              | 32     | —                  | —           | 18               | 18                      | —  |
| 2015  | 22              | 14     | —                  | —           | 4                | 18                      | 19 |
| 2016  | 23              | 7      | —                  | —           | 4                | 5                       | 29 |
| 2017  | 24              | 58     | —                  | —           | 37               | 23                      | 39 |
| 2018  | 25              | 18     | —                  | —           | 12               | 4                       | —  |
| 2019  | 26              | 19     | —                  | —           | 17               | 8                       | —  |

Станом на 18 грудня 2018

### П'єдестали в окремих заїздах
Усі результати наведено за даними Міжнародної федерації лижного спорту.
- 2 перемоги – (1 ШС, 1 СГ)
- 14 п'єдесталs – (9 ШС, 5 СГ)

| Сезон |                 |                                 |                  |      |
| Дата  | Місце пров.     | Дисципліна                      | Місце            |      |
| 2014  | 21 грудня 2013  | Валь-д'Ізер (Франція)           | Швидкісний спуск | 3-тє |
| 2016  | 4 грудня 2015   | Озеро Луїза (Канада)            | Швидкісний спуск | 2-ге |
| 2016  | 5 грудня 2015   | Озеро Луїза (Канада)            | Швидкісний спуск | 3-тє |
| 2016  | 6 грудня 2015   | Озеро Луїза (Канада)            | Супергігант      | 3-тє |
| 2016  | 9 січня 2016    | Альтенмаркт (Австрія)           | Швидкісний спуск | 3-тє |
| 2016  | 10 січня 2016   | Альтенмаркт (Австрія)           | Супергігант      | 3-тє |
| 2016  | 19 лютого 2016  | Ла-Тюїль (Італія)               | Швидкісний спуск | 2-ге |
| 2016  | 12 березня 2016 | Ленцергайде (Швейцарія)         | Super-G          | 1-ше |
| 2016  | 17 березня 2016 | Ст. Моріц (Швейцарія)           | Супергігант      | 3-тє |
| 2017  | 17 грудня 2016  | Валь-д'Ізер (Франція)           | Швидкісний спуск | 2-ге |
| 2018  | 1 грудня 2017   | Озеро Луїза (Канада)            | Швидкісний спуск | 1-ше |
| 2018  | 13 січня 2018   | Бад-Кляйнкірхгайм (Австрія)     | Супергігант      | 3-тє |
| 2018  | 3 лютого 2018   | Гарміш-Партеркірхен (Німеччина) | Швидкісний спуск | 3-тє |
| 2019  | 1 грудня 2018   | Озеро Луїза (Канада)            | Швидкісний спуск | 2-ге |

## Результати на чемпіонатах світу
Усі результати наведено за даними Міжнародної федерації лижного спорту.
| Сезон |        |                          |                          |                          |                          |                          |                          |
| Вік   | Слалом | Гігантський слалом       | Супергігант              | Швидкісний спуск         | Гірськолижна комбінація  |                          |                          |
| 2015  | 22     | —                        | —                        | 4                        | 15                       | —                        |                          |
| 2017  | 24     | травмований: не змагався | травмований: не змагався | травмований: не змагався | травмований: не змагався | травмований: не змагався | травмований: не змагався |

## Результати на Олімпійських іграх
Усі результати наведено за даними Міжнародної федерації лижного спорту.
| Рік  |        |                    |             |                  |                         |   |
| Вік  | Слалом | Гігантський слалом | Супергігант | Швидкісний спуск | Гірськолижна комбінація |   |
| 2014 | 21     | —                  | —           | —                | 24                      | — |
| 2018 | 25     | —                  | —           | 8                | 13                      | — |